# 普魯士陸軍

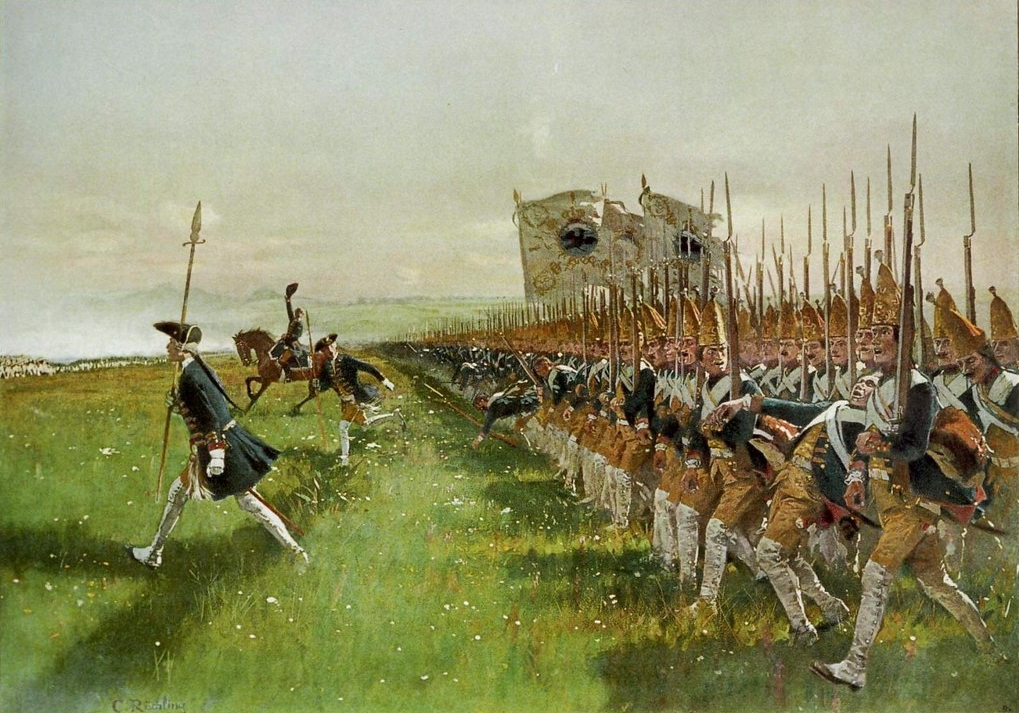
霍亨弗里德堡战役 - 《1745年6月4日普魯士陸軍的進攻》，卡爾·勒希林

普魯士陸軍（德語：Königlich Preußische Armee）是普魯士王國的陸軍，在普魯士成為歐洲列強的道路上起到了極其重要的作用。
普魯士陸軍起源于勃兰登堡侯国于三十年戰爭中惡劣的的雇傭軍。選帝侯腓特烈創建了一支小型的常備軍，并且被大選帝侯腓特烈·威廉大量擴增。腓特烈大帝使得這支精銳的軍隊獲得了西里西亚战争的勝利，增加了普魯士王國的聲望。
在拿破侖戰爭開始的時候，普魯士陸軍已經落伍了，其訓練方法和裝備比起四十年前的腓特烈大帝并無進步，導致了普魯士在第四次反法同盟中輸給了法兰西第一帝国。但是在格哈德·冯·沙恩霍斯特的領導下，普魯士軍隊開始了改革，并最終在第六次反法同盟中擊敗了拿破侖一世。 保守派最終再次取得了軍隊的控制權，并使其成為了保守派政府的保護者。
在十九世紀的第二次石勒苏益格战争，普奥战争和普法戰爭中，普魯士陸軍取得了勝利；導致普魯士得到了足夠使得德意志统一，創建德意志帝國的力量。普魯士陸軍也成為了德意志陸軍的核心, 并在一戰後被德国国防军取代。